# داليا رافيكوفيتش
داليا رافيكوفيتش (بالعبرية: דליה רביקוביץ׳) (17 نوفمبر 1936 – 21 أغسطس 2005)

## حياتها
وُلدت داليا رافيكوفيتش في مدينة رمات غان، سنة 1936, عمل والدها كمهندس ووالدتها كمُدرِسة، وهي كانت حفيدة «الحاخام» شموئيل هومينر الذي كان من المُؤسسين الأوائل لحارات القدس. داليا كانت البنت البكر لعائلتها وفي عام 1942 وُلد اخيها التوأمين. توفي والدها في حادث طرق قبل عيد مولدها السادس. وقد انتقلت عائلتها بعد الحادث لتسكن في مستوطنة جيفاع. حيث عانت رافيكوفتش من النبذ والاذلال، حتى سنها الثالث عشر حين انتقلت للسكن في حيفا مع عائله فنيه.
تعلمت رافيكوفتش في مدرسة «حوجيم», وتجندت في الجيش الإسرائيلي، وبعد ثمانية أشهر تم اطلاق سراحها بسبب مشاكل صحية. فدرست رافيكوفيتش موضوع الادب العبري والإنجليزي واللغة العبرية في الجامعة العبرية في القدس، وفي الوقت نفسه عملت كمُدَرِسة في مدرسة ثانوية. ولكنها لم تكمل تعليمها حتى عام 1972, حين حصلت على منحة لدراسة الادب في جامعة أكسفورد.
حياتها العائلية بدأت في سن الرابعة والعشرون تزوجت رافيكوفيتش من الكاتب يوسف بار يوسف، وقد انفصلوا بعد ثلاثة أشهر. وقد تزوجت مرةً أخرى بعد سنتين من إسحاق ليفني، وقد انفصلوا بعد ثلاث سنوات ولكنها بقيت معه بصداقه قويه حتى نهاية حياتها. وفي عام 1978 انجبت رافيكوفتش ابنها البكر من المحامي حاييم كلير والذي عاشت معه ثلاثة عشرة عاماً.                                              
لقد كان شعر رافيكوفتش له تقدير كبير، وقد حصلت على العديد من الجوائز الأدبية: جائزة بياليك (1987), جائزة شلونسكي، جائزة برينر، وجائزة من رئيس الوزراء للمؤلفين العبريين (2005), في عام 1998 حصلت على جائزة إسرائيل وفي عام 2000 تم منحها لقب دكتوراة فخرية من جامعة حيفا.
تميزت حياة رافيكوفيتش بفترات الاكتئاب، وقد انعكس ذلك في كتاباتها التي كشفت ما بداخلها من حيوية عظيمه، رغبة في المشاركة في المسائل سياسية والأخلاقية ولبين الشعور بالاكتئاب ومحاولات الانتحار. وقد كتبت عن الاكتئاب:«اكتئابي هو ركود مستمر، ليس لدي اكتئاب هوسي، وعندما أكون مكتئبه اكره نفسي لدرجة انني لا اكره أي شخص اخر».
في 21 أغسطس 2005, تم العثور على جثة داليا رافيكوفيتش ميتة في بيتها، كان التخمينالأول لسبب موتها الذي انتشر في كل الصحف بانها قتلت نفسها أي انتحرت، ولكن بعد القيام بتشريح جثتها لم يجدوا كمية ادوية في جسمها. وقد اعرب الطبيب الشرعي عن رأيه بأن موت داليا رافيكوفيتش ربما كان ناجعاَ عن فشل حاد في القلب، وقد اضاف طبيبها الشخصي انه كان عندها تضخم في القلب مما سبب لها الموت بسبب عدم انتظام نبضات قلبها. وفي 22 نوفمبر 2013, تم الكشف عن تمثال ليجاييل توماركين في حديقة مئير تل ابيب والذي خُصص لداليا رافيكوفيتش.

## أعمالها
داليا رافيكوفتش كانت وما زالت كالبئر في ادب الثقافة الإسرائيلية، ففي ناحيه هي مصدر حيوي نادر ومفاجيء وفي ناحيه أخرى هي شخص لامبالي، فكتاباتها هي مصدر الهام لقراء في جميع الأجيال.

ظهرت أول قصائد رافيكوفيتش في سنوات الخمسين، وقد نشر لها كتابين من الشعر، وحازت على تشجيع كبير من الناقد باروخ كورزويل والذي دَرَسها الأدب في الثانوية، وعن كتابها الأول «حُب التفاح الذهبي» كتب كورزويل:
«داليا رافيكوفيتش، لديها أداء خاص بها، ولا تحتاج كمقلدي الأزياء العصريين لان قصائدها مختومة بختم اصلي، وحتى اللحن الغريب في رواياتها هو جزء لا يتجزأ من عالمها الشعري، من واقعها المميز الذي يتجاوز الشعر الحقيقي، فهذه المجموعه من القصائد لها قيمة شعريه ولها اصالة على عشرات من الكتب الشعرية، التقليدية والحديثة.»

(هآرتس 25.12.1959)
كتابها الثاني كان «شتاء صعب» وقد كتب كورزويل عنه أطروحة بعنوان «واحد من أهم الاكتشافات في شعرنا الجديد», تميزت كتابات رافيكوفيتش بالقصائد الرومانسية التي تكشف بها عن مشاعرها بشكل حُر، وبعض قصائدها لُحنت لاغاني شعبية.
اما كتابها الأخير «جاءت وذهبت» الذي نُشر عام 2005 احتوى على قصص قصيرة تتناول فترات من حياتها بطريقة مباشره وضمنيه، هذه القصص فريده من نوعها من ناحية التعبير الواقعي «الجاف» الخالي من الصور. تتميز كتابات رافيكوفيتش بعلاقتها الشخصية والسياسية في شعرها، والتي يشعر بها القارئ بتجربة النضج، لذلك يبدو ان كتابتها لقصيدة «حُب التفاح الذهبي» كُتبت عن طفولة مبكرة.
وبالإضافة إلى شعرها، كتبت رافيكوفيتش قصص خيال وأطفال وترجمت قصائد لشعراء أجانب من اللغة الإنجليزية إلى العبرية وقامت ايضاَ بترجمة كتب أطفال، حتى انها كتبت صفحة انتقاد في صحيفة «معريف» اليومية تنتقد بها البث التلفزيوني.

## اعمالها السياسية
عُرفت رافيكوفيتش على انها من اليسار الإسرائيلي، ومع ذلك بعد حرب الأيام الستة، وبعد الاستيلاء على وادي «دوثان» من قِبل الأردن، كتبت قصيدة «وادي دوثان».
بعد حرب لبنان عام 1982, بدأت بكتابة شعر سياسي يعبر عن القيم الإنسانية بدلاً من القيم الاقتصادية والسياسية، وعملت كناشطة في حركات السلام المختلفة، ولكن دون الانتماء لاي منظمه.
أعربت رافيكوفيتش عن تضامنها مع معاناة الشعب الفلسطيني في العديد من قصائدها، وكتبت مونولوج يعبر وجهة نظر مفجر انتحاري في طريقه إلى عملية تفجيريه، وتلقت بسبب ذلك الكثير من الانتقادات وردود الفعل الغاضبة لأنها بدت كمحاولة منها لتبرير فعل إرهابي.
في انتخابات الكنيست الحادية عشرة عام 1984, حصلت رافيكوفيتش على مرتبة عالية رقم 117 في قائمة مرشحي «التغيير». في يناير 2000, ظهرت رافيكوفيتش في قنات CNN, وعبرت عن معارضتها لسياسة حكومة باراك المتمثلة في مصادرة الأراضي الفلسطينية في محيط جبل الخليل، وانضمت رافيكوفيتش لمجموعة الكُتاب والشعراء الذين سعو  للتواصل مع الأشخاص الذين تم ترحيلهم ومصادرة أراضيهم.

## روابط خارجية
- داليا رافيكوفيتش على موقع ميوزك برينز (الإنجليزية)